# Фарана (провинция)
Фарана (фр. Faranah) — регион в центральной части Гвинеи. Административный центр — Фарана. Площадь — 35 581 км², население — 777 700 человек (2009).

## География
На юго-западе граничит с регионом Маму, на северо-западе с регионом Лабе, на востоке с регионом Канкан, на юге с регионом Нзерекоре, на юго-западе со Сьерра-Леоне, на севере с Мали.
Через провинцию протекает река Нигер. Географически большая часть провинции входит в регион Верхняя Гвинея, лишь её южная часть (Кисидугу) относится к региону Лесная Гвинея.

## Население
Местное население представлено преимущественно народом мандинка.

## Административное деление
Административно провинция подразделяется на 4 префектуры:
- Дабола
- Дингирае
- Фарана
- Кисидугу